# Marc Allégret
Marc Allégret (Bázel, 1900. december 22. – Versailles, 1973. november 3.) francia forgatókönyvíró és filmrendező. Yves Allégret (1907-1987) francia filmrendező testvére.

## Életpályája
A második világháborút követően Ausztriában, Olaszországban, Angliában és Kanadában volt filmrendező.
Filmre vitte többek között D. H. Lawrence angol írónak a maga idejében rendkívül nagy vihart kiváltó Lady Chatterley szeretője (1954) című regényét. Brigitte Bardot-ot két alkotásban is főszereplőnek választotta (Jövendő sztárok (1955), Az elvirágzott margaréta (1956)).

## Magánélete
1938-1957 között Nadine Vogel (1917-1993) francia színésznő volt a felesége.

## Filmrendezései
- Kongói utazás (1927)
- A fehér és a fekete (1930)
- Fanny (1932)
- Ifjúság (1935)
- Kaland Párizsban (1936)
- A veszedelmes lány (1937)
- A malakkai nő (1937)
- Színészbejáró (1938)
- A kalóz (1939)
- Csereházasság (1942)
- A meztelen szív (1951)
- Julietta (1953)
- Lady Chatterley szeretője (1954)
- Jövendő sztárok (1955)
- Az elvirágzott margaréta (1956)
- Sztriptíz-kisasszony (1958) (forgatókönyvíró is)
- Légy szép és tartsd a szád! (1958) (forgatókönyvíró is)
- Az éjfél démonai (1961)
- Századforduló (1968) (forgatókönyvíró is)